# Crossotarsus externedentatus
Crossotarsus externedentatus là một loài côn trùng trong họ Platypodidae. Loài này được Fairmaîre miêu tả khoa học đầu tiên năm 1849.
Đây là loài gây hại của cây Swietenia macrophylla, phát triển phổ biến ở Fiji.